# 강민경 (배우)
강민경(1973년 7월 17일 ~ )은 대한민국의 배우이다.

## 생애
1984년 영화 《푸른 하늘 은하수》의 주연으로 영화배우 첫 데뷔하였는데 울산에서 초등학교를 다니다가 서울로 전학했다. 이후 영화배우와 텔레비전 연기자와 연극배우와 뮤지컬 배우로 활동하였다.
1989년 미스코리아 진(眞) 출신인 연기자 오현경은 계원예고 선배이다.

## 출연작

### 영화
- 1984년 《저 하늘에도 슬픔이》
- 1985년 《오싱》
- 1986년 《푸른 하늘 은하수》
- 1988년 《보랫고개》
- 1989년 《모래성》
- 1990년 《사랑은 지금부터 시작이야》
- 1990년 《로보트 태권브이 90》
- 1992년 《아래층 여자와 위층 남자》
- 1993년 《오렌지나라》
- 1996년 《카루나》
- 1999년 《이프(If)》
- 2000년 《신혼여행》

### TV 드라마
- 1987년 KBS 드라마 《토지》... 순이 역
- 1991년 KBS 드라마 《바람꽃은 시들지 않는다》... 송이 역
- 1992년 SBS 드라마 《금잔화》... 조희정 역
- 1993년 KBS 드라마 《일월》... 선화 역
- 1993년 KBS 드라마 《사랑은 못말려》
- 1994년 KBS 드라마 《일요일은 참으세요》
- 1995년 MBC 드라마 《호텔》 ... 강유미 역
- 1996년 KBS 드라마 《컬러 - 레드》 ... 혜영 역
- 1996년 SBS 드라마 《천일야화》

### 연극
- 1996년 《사도장헌세자의 불운과 비애》 ... 혜경궁 홍씨 역(주연)
- 1999년 《상록수》 ... 채영신 역(주연)
- 2000년 《선감도 수복 작전》

### 뮤지컬
- 《아가씨와 건달들》
- 《시카고》
- 《포기와 베스》

### 라디오 프로그램
- 2015년 EBS FM 《EBS 책 읽는 라디오 낭독 시리즈》

## 수상
- 1985년 제9회 황금촬영상 신인상